# Hypolytrum glaziovii
Hypolytrum glaziovii är en halvgräsart som beskrevs av Johann Otto Boeckeler. Hypolytrum glaziovii ingår i släktet Hypolytrum och familjen halvgräs. Inga underarter finns listade i Catalogue of Life.